# Queso relleno
El queso relleno es un platillo popular en la Península de Yucatán. Consiste en una pieza de queso de bola (Tipo Edam) ahuecada y rellena de picadillo de carne, y presentada en una salsa de harina de trigo llamada en maya kol y salsa de jitomate. Es un platillo muy representativo de la Gastronomía de la península de Yucatán, que si bien no goza de la fama de otros platos como la cochinita pibil y los panuchos, es considerado por los yucatecos uno de los platos más populares. 

## Características generales
El queso relleno se prepara con un queso Edam o "de bola" ahuecado relleno de un picadillo de carne (generalmente cerdo), alcaparras, pasas, aceitunas, almendras, huevo cocido, chile dulce y azafrán, además de especias diversas como pimienta gorda, pimienta negra, canela, clavo, comino, orégano, cebolla y ajo. El queso se rellena, se tapa y se cuece al vapor. Se sirve bañado en dos salsas, una similar al bechamel llamada kol pero hecha ya sea con masa de maíz o con harina de trigo, caldo de pavo y otros condimentos que incluyen al epazote que se pone como base y otra roja elaborada con tomate y chiles no picantes y un toque de habanero que se pone encima.

## Origen

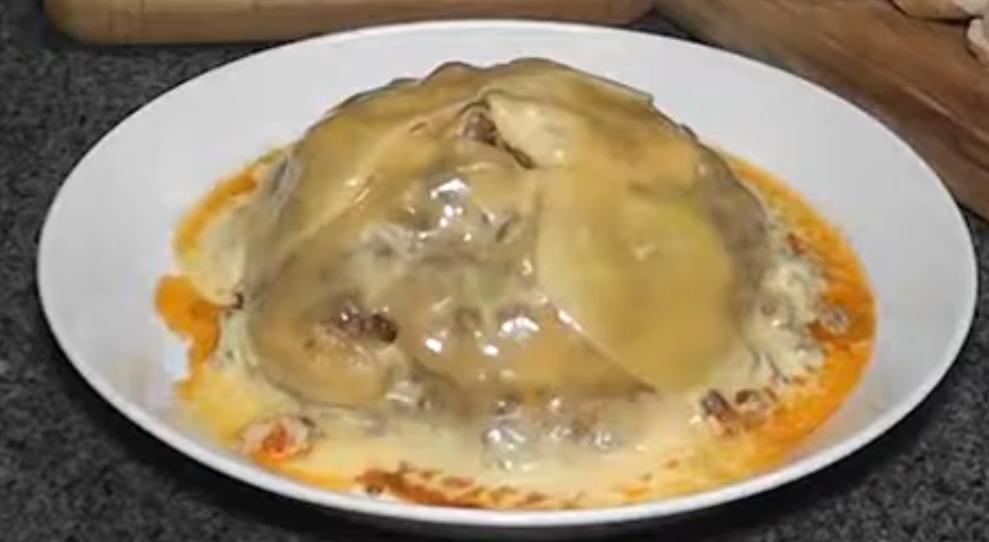
Keshi Yena, platillo típico de la comida de Curazao y Aruba

Este platillo tiene su origen en Curazao, en el Mar Caribe, en el siglo XVII. La tradición oral señala que los amos neerlandeses importaban bolas de queso Edam desde europa y desechaban la cáscara de estas, una vez consumido el queso suave de su interior. Los esclavos africanos entonces rellenaban esta cáscara con verduras y diversas carnes que tuvieran a la mano, para preparar un plato llamado Keshi Yena  (Literalmente "queso relleno" en Papiamento, el idioma de las Antillas Neerlandesas). De ahí no es difícil hacer la conexión hacia el caribe Mexicano, dada la popularidad del queso de bola edam en el sureste Mexicano. Hay quien sostiene que se originó a partir de un cargamento de quesos de un barco holandés encallado durante una tormenta en las costas del Caribe de Yucatán; otros afirman que dicho queso era contrabandeado a través de Belice procedente de Surinam. Tal vez la más acertada sea la versión que desde mediados del siglo XIX, este queso llegó por Belice que después se convirtió en una zona de libre importación y era comprado por yucatecos en la ciudad de Chetumal, Quintana Roo, ciudad que desde entonces mantuvo un comercio intenso con el protectorado británico. Sea como fuere, El Queso de bola Edam ganó el favor en el gusto peninsular a lo largo de los años, no solo por sus características organolépticas, sino por su buena resistencia al clima húmedo y caluroso de la región, que no contó durante mucho tiempo con un sistema de conservación por refrigeración, necesario en otro tipo de productos lácteos.
.

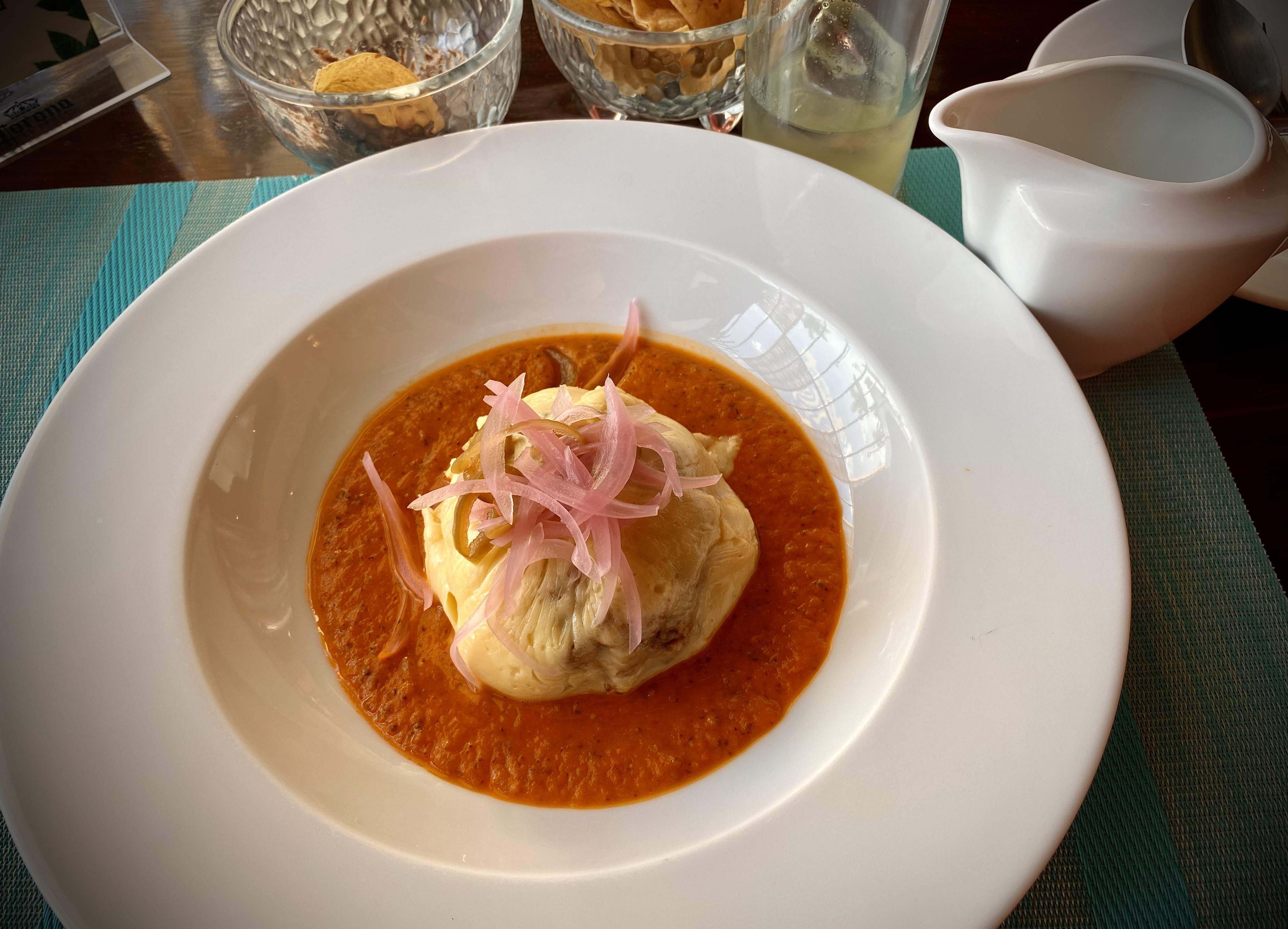
Queso relleno en Campeche

El queso relleno como platillo yucateco tiene una receta que lo hace diferente al keshi yena, ya que en la versión Yucateca el queso se baña de una salsa blanca llamada kol a la que se le agrega salsa de tomate y chile habanero, lo que le da al platillo un gusto diferente al de su acepción original.